# Cella di Ludovico il Moro
La cella di Ludovico il Moro è la stanza del torrione (Tour du Martelet) del castello di Loches ove il duca di Milano fu rinchiuso dopo essere stato preso prigioniero da Luigi XII di Francia, dal 1504 al 1508.

## Descrizione
La cella, situata al di sotto della cosiddetta "sala sforzesca" nel medesimo torrione, nel cosiddetto dongione (donjon) della Città Reale di Loches, è costellata dagli affreschi realizzati dallo stesso Ludovico durante gli anni della prigionia. Sono finora state rinvenute le presenti scritte e simboli:

### Scritte
1. Je porte en prison pour ma devise que je m'arme de pacience par force de pene que l'on me fait porter.[3][4] "Io porto in prigione per mio motto che mi armo di pazienza per causa delle pene che mi vengono inflitte". Tra le righe sono disegnate delle penne ("pennes"), a rafforzare il concetto di pene.[2]
2. Il n'y a au monde plus grande destresse du bon temps soi souvenir en la tristesse. Parafrasi della terzina dantesca "Nessun maggior dolore che ricordarsi del tempo felice nella miseria".[3]
3. A qui ne crent fortune n'est pas bien sage[3] "Colui che non teme la Fortuna non è saggio" oppure "La Fortuna non premia i temerari".[2] (Iscrizione a lettere rosse sulla porta dell'unica finestra del mastio).[5]
4. ...A fortune je ne pas... "Non ho fortuna".[4][3]
5. Celui qui n'est pas contant "Colui che non è contento".[5]
6. SAV SAN misteriosa scritta fra le corna di un cervo sdraiato nella latrina, anch'essa decorata con cannoni e cuori.[2]
7. Quand mort m'assault et que je ne puis mourir, | Et secourir on ne me veult, mai me faire rudesse | Et de liesse me voir bannir, que dois-je plus quérir? | Ja n'est besoin ma dame requérir pour me guérir | Ne pouchasser avoir autre maitresse. "Quando morte mi assale e non posso morire, e non mi si vuole soccorrere, ma farmi sgarbo, e allontanare da me ogni allegrezza, che cosa più devo andare cercando? Non ho bisogno di cercare la mia dama perché mi guarisca, né di inseguire un'altra amante". Malinconici versi iscritti sulle pareti poco prima della morte.[2] Secondo autoritratto di Ludovico

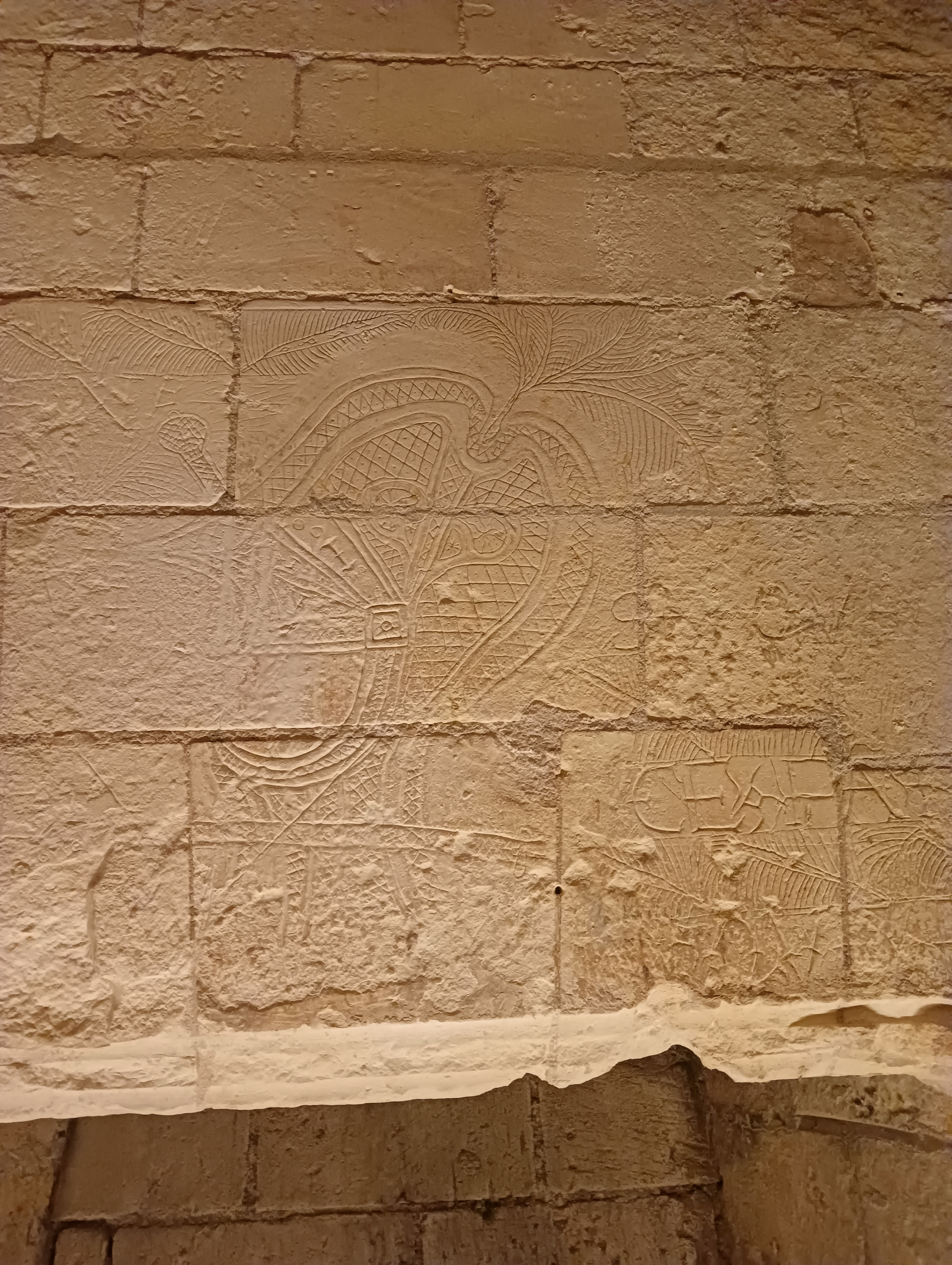
Secondo autoritratto di Ludovico

### Simboli
1. Le "forces" cioè le forbici per la tosatura delle pecore, a significare il fatto che il duca fu tosato come una pecora dai francesi; esse sono anche la traduzione francese di Sforza, "Sforce".[2]
2. Il cordone annodato, insegna dell'ordine di San Francesco d'Assisi, che aveva rinunciato ai beni materiali, a significare che Ludovico era ormai povero come un frate.[5]
3. La volta è ricoperta di stelle a otto punte rosse e gialle:[2] sogno di liberazione. Richiamo forse alla Sala delle Asse del Castello di Milano, che Leonardo da Vinci per volontà di Ludovico aveva affrescato con motivi a intrecci vegetali.[5]
4. Doppio autoritratto di Ludovico come condottiero che indossa un'armatura, simbolo di forza, sulle due pareti opposte della cella.[2] Simbolo anche del suo potere di mecenate.[5]
5. IHS: Jesus Hominum Salvator, professione di religiosità cattolica da parte del duca, scolpito accanto a un piccolo altare per pregare.[5]
6. Foglie di gelso, emblema del duca.[5]

## Galleria d'immagini

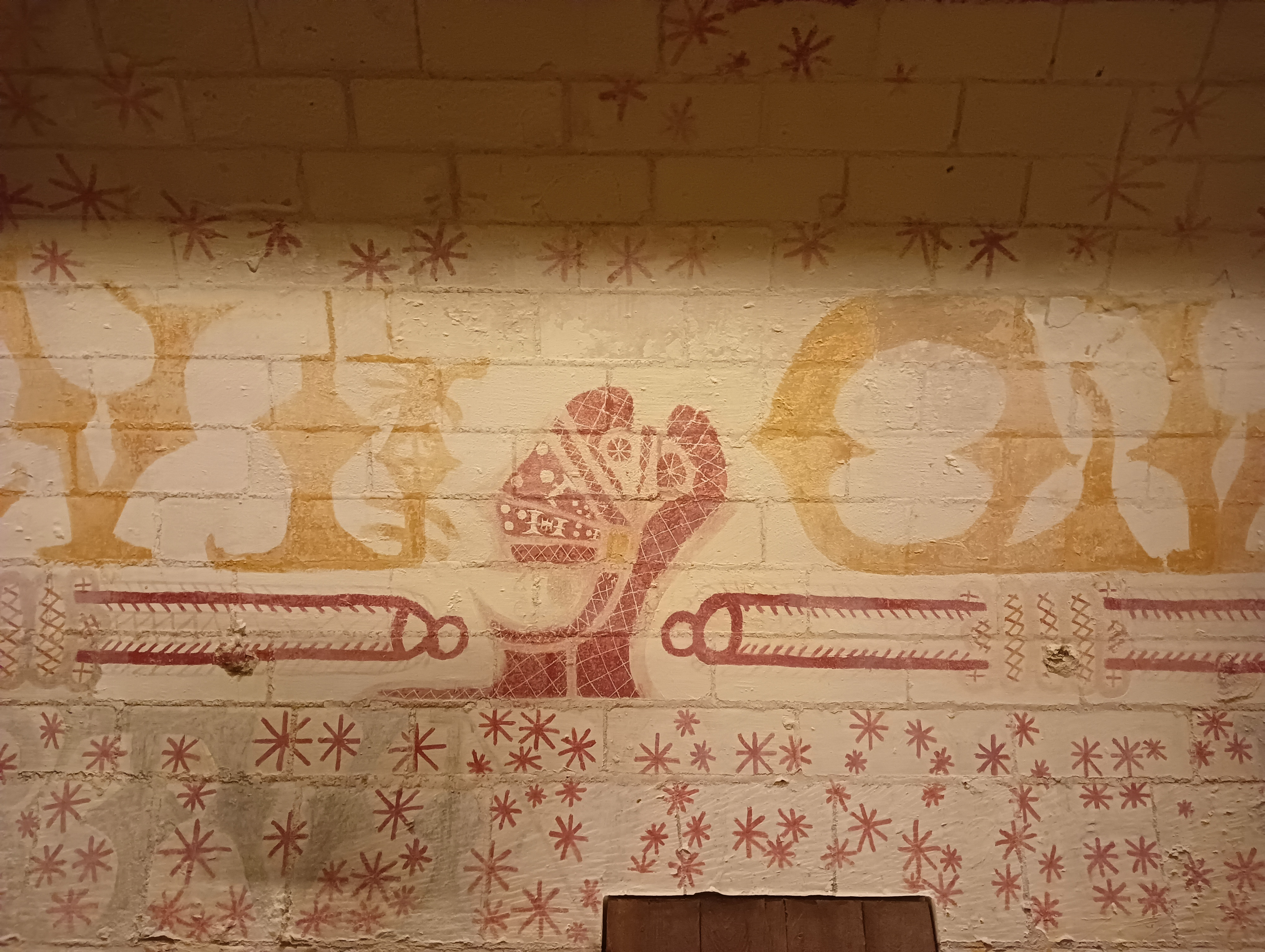
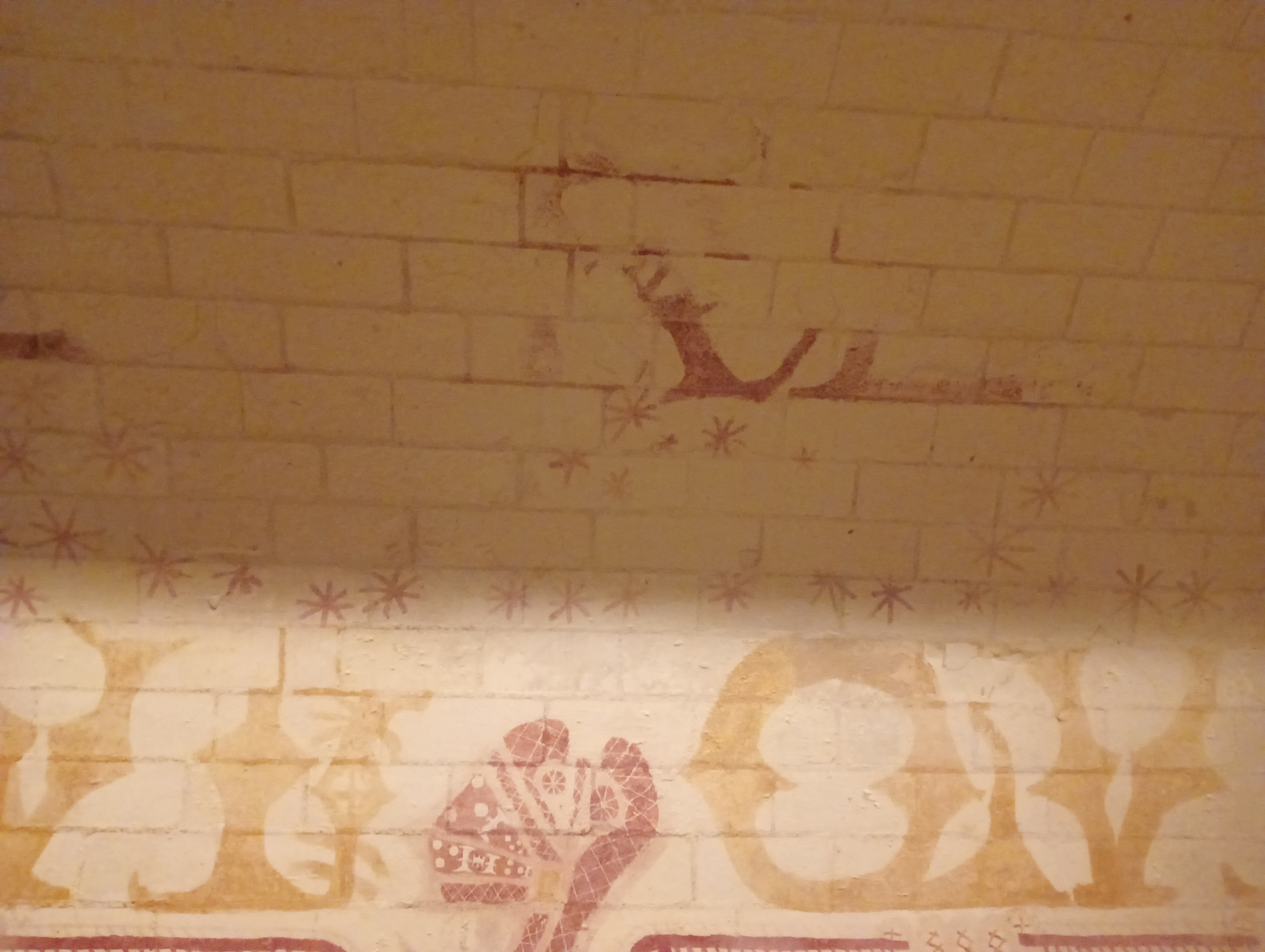
Affreschi della cella
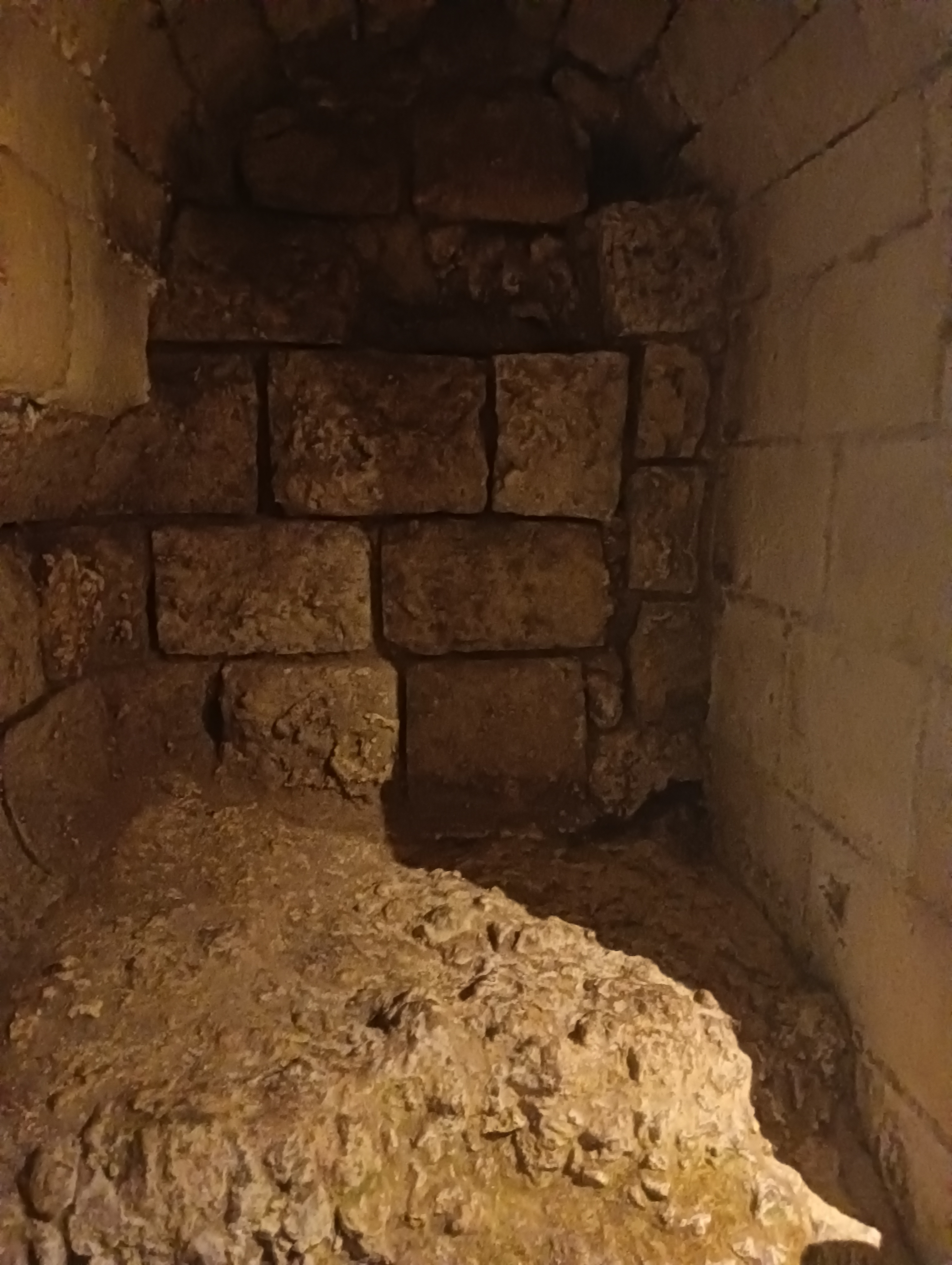
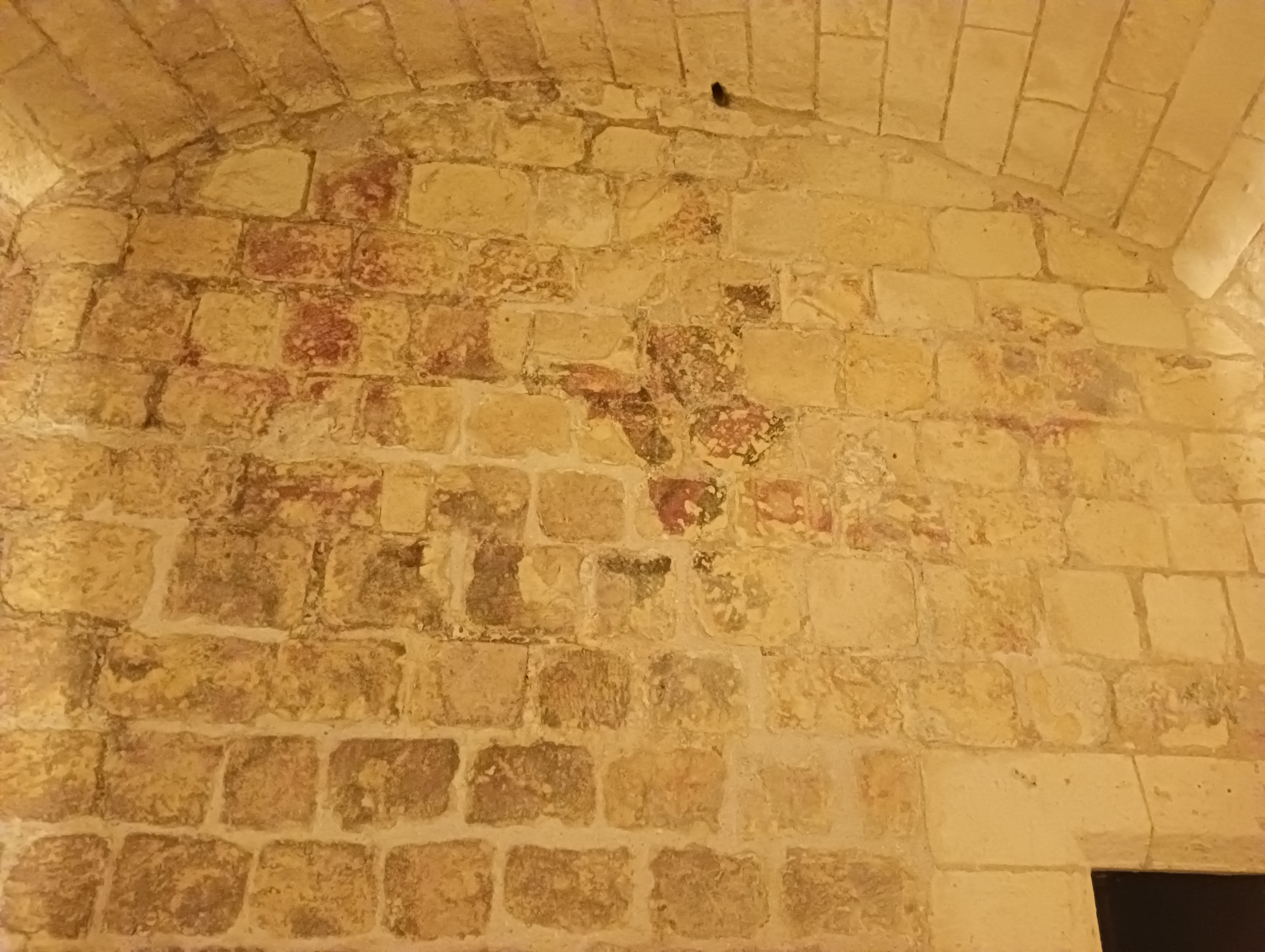
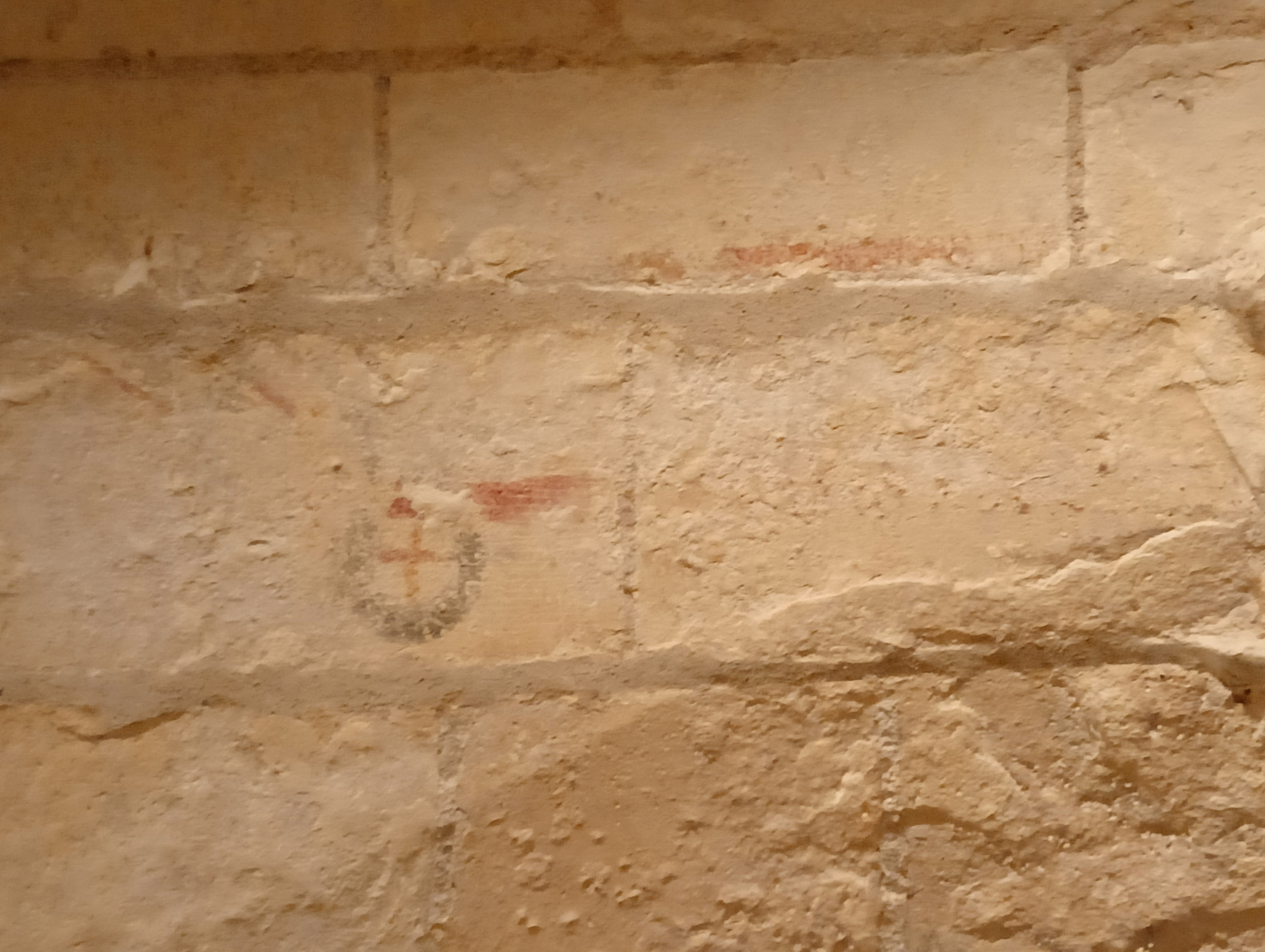
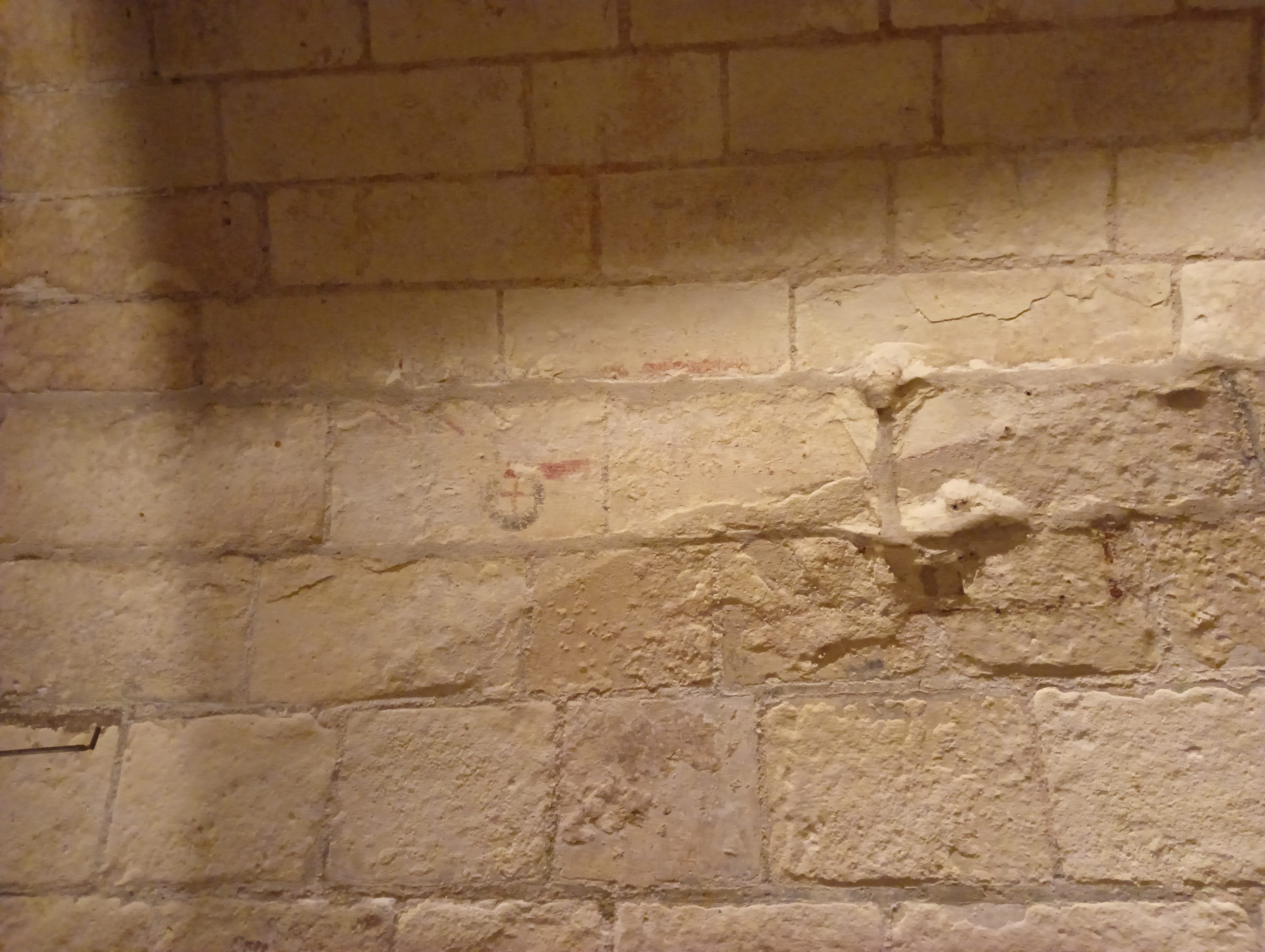
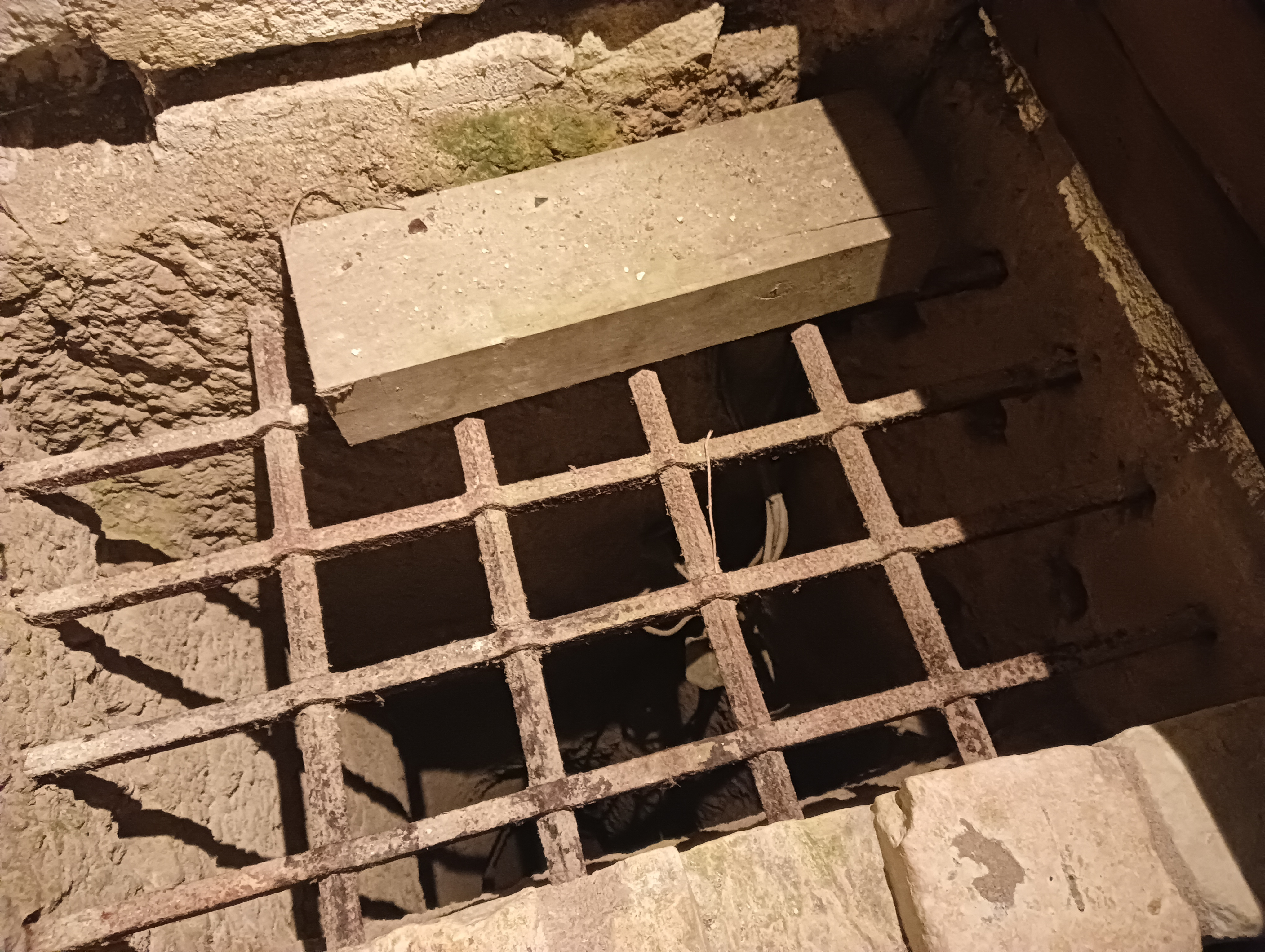
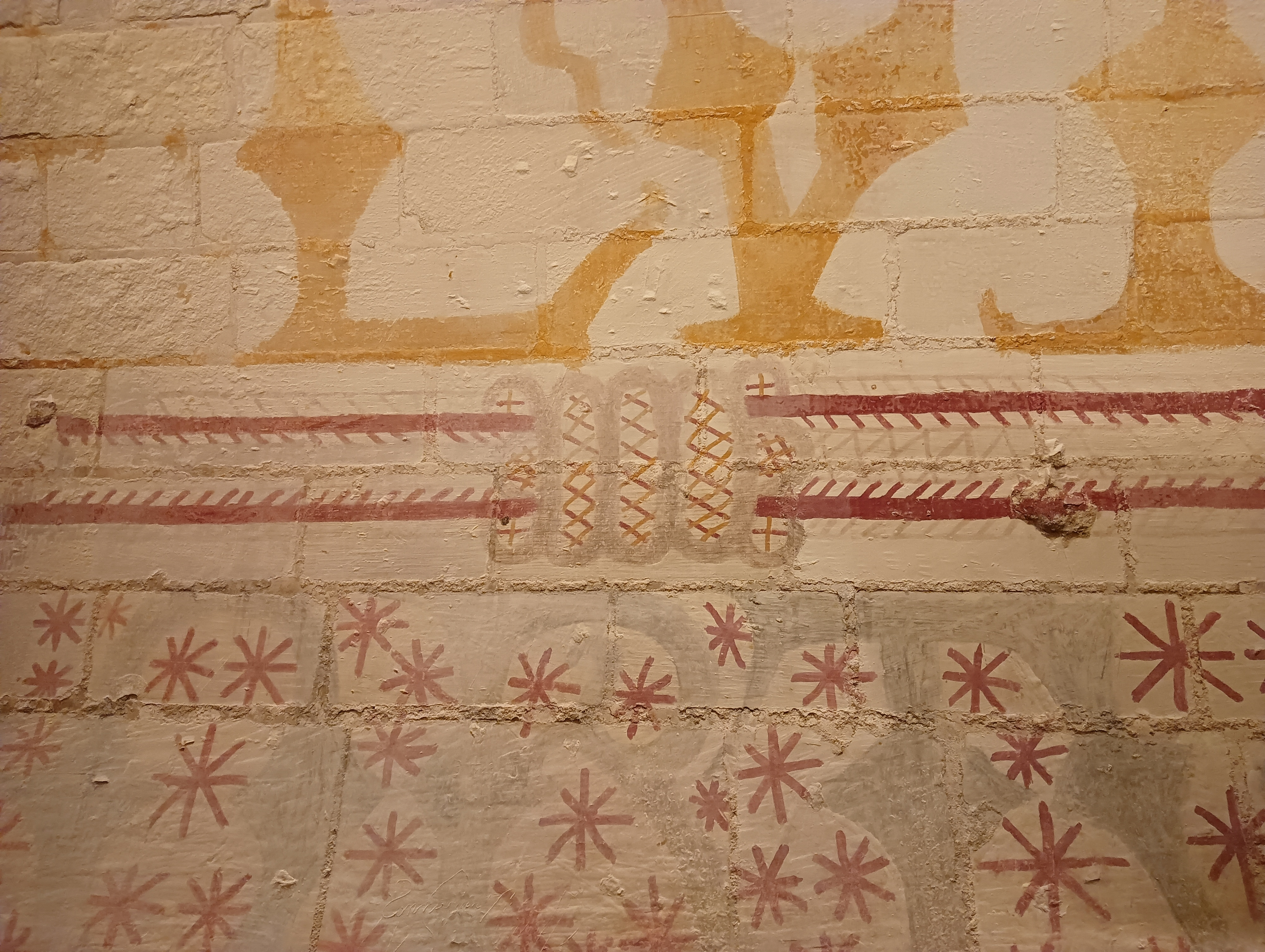
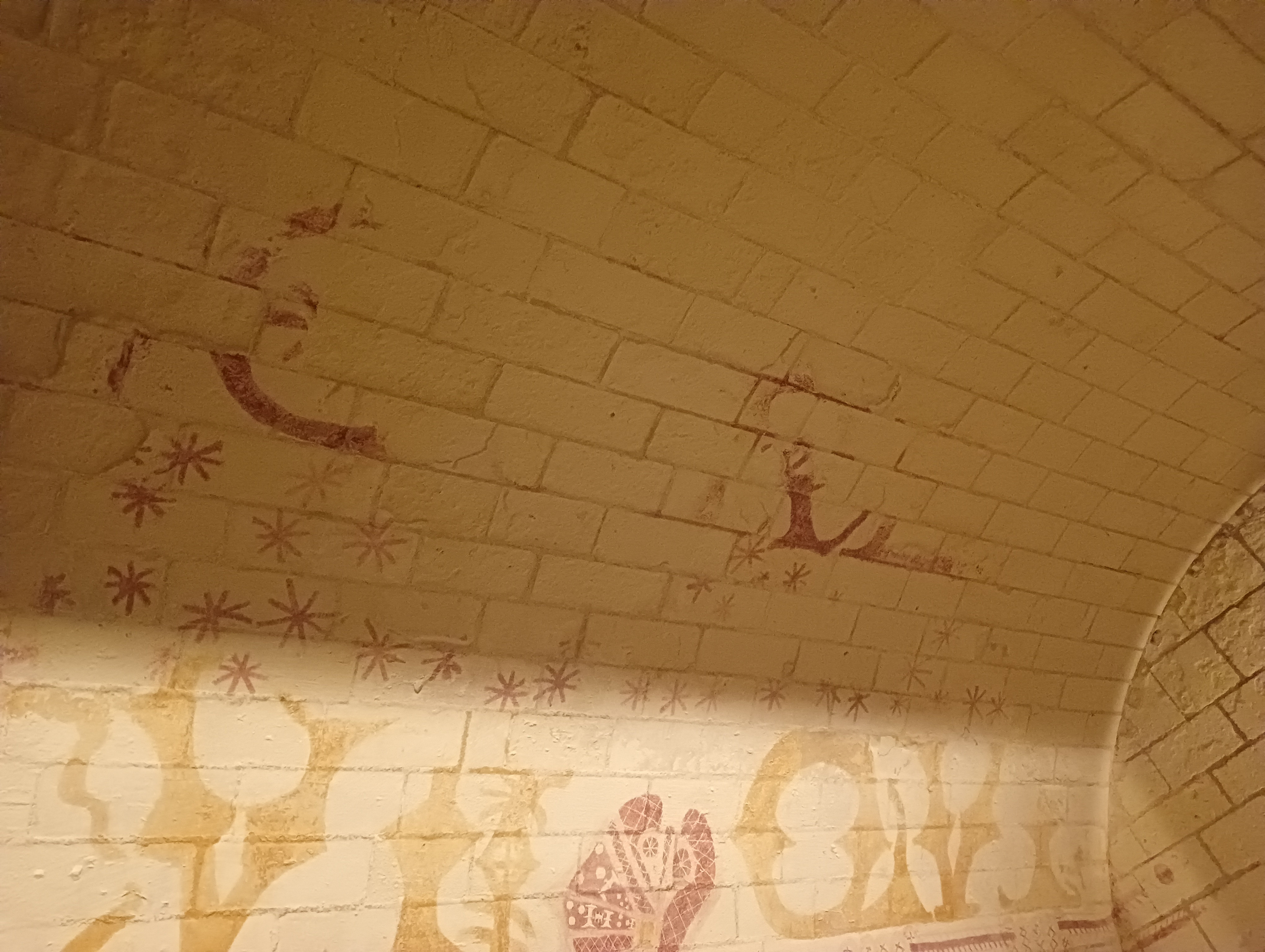
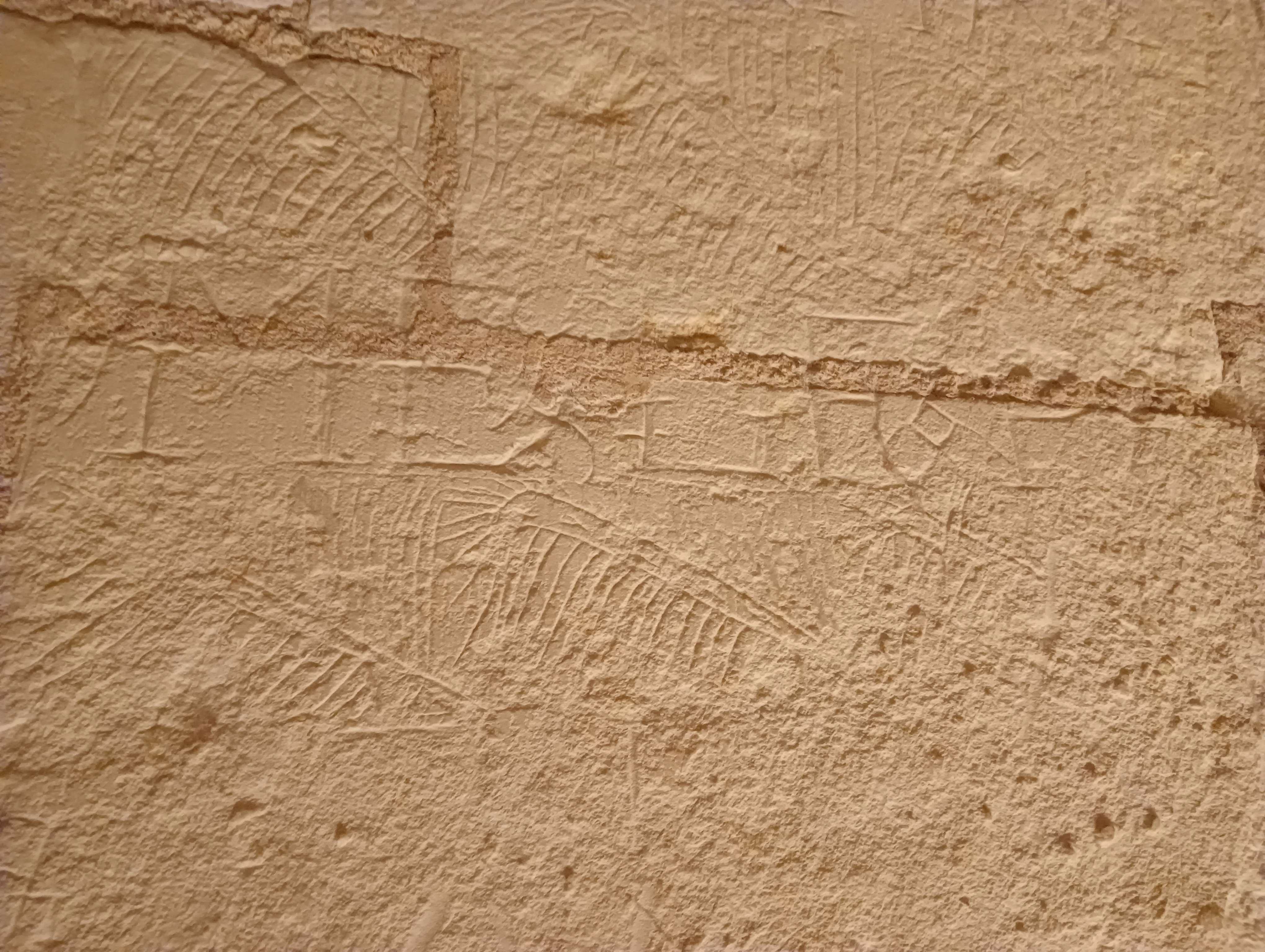
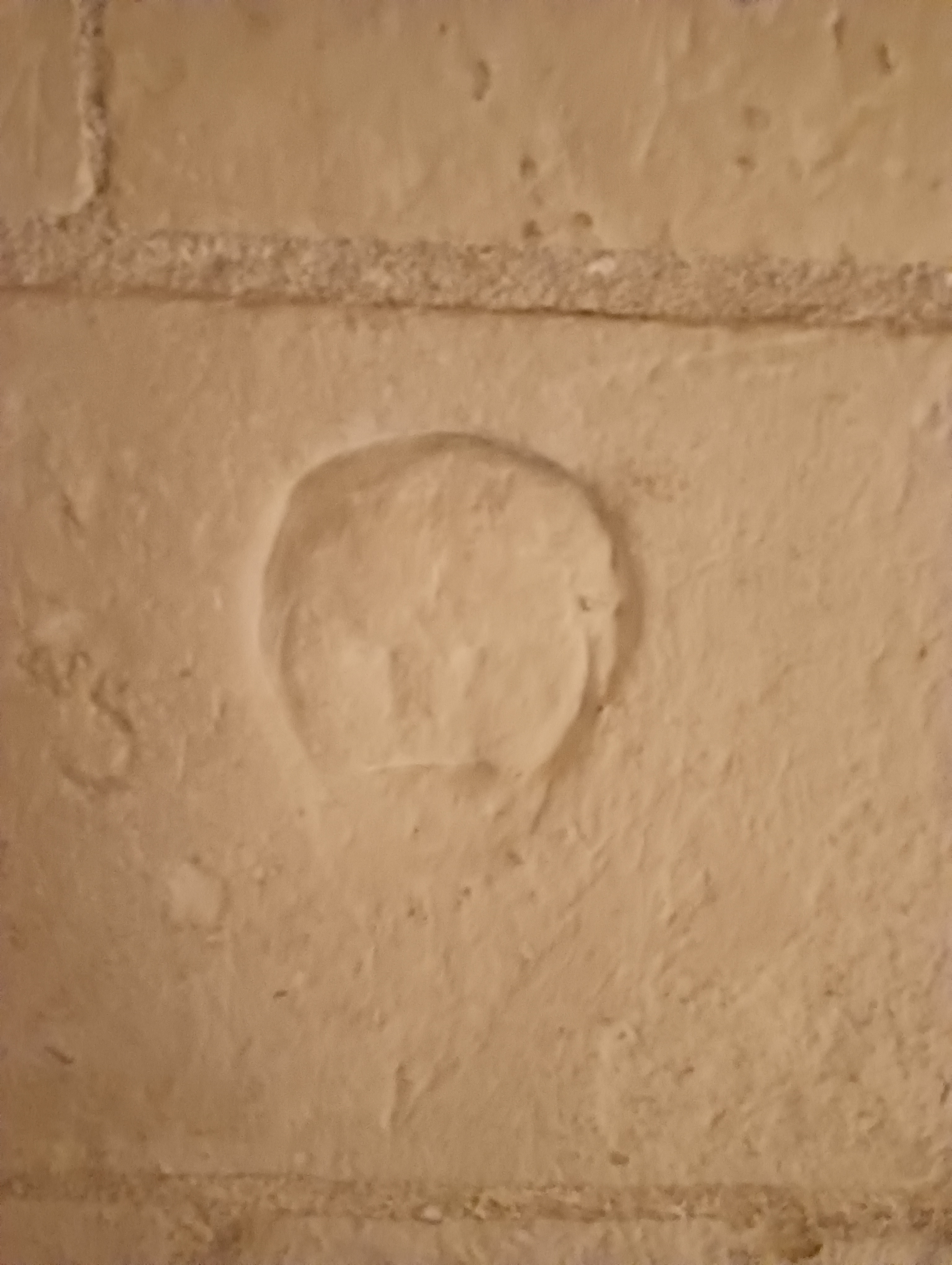
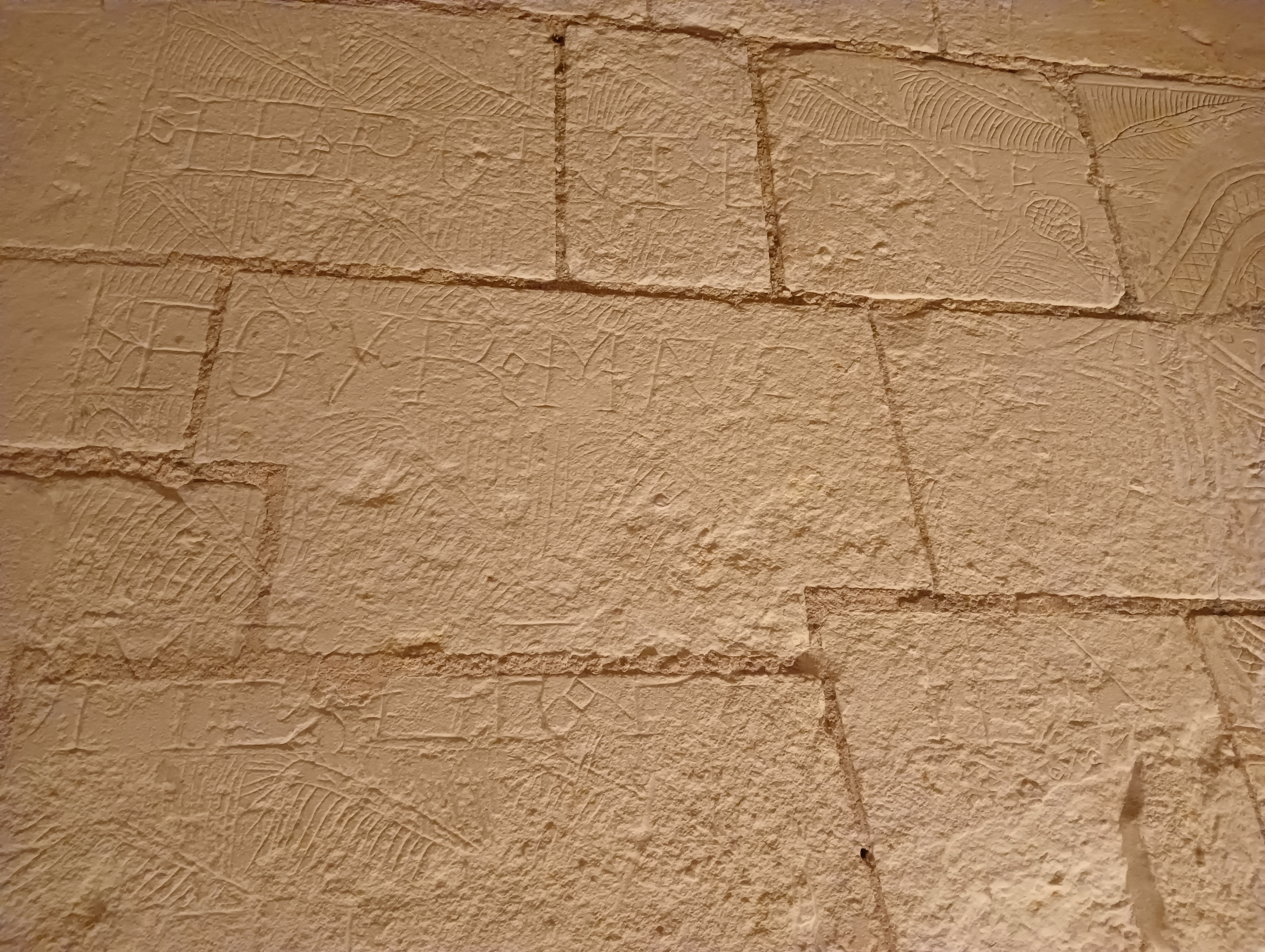
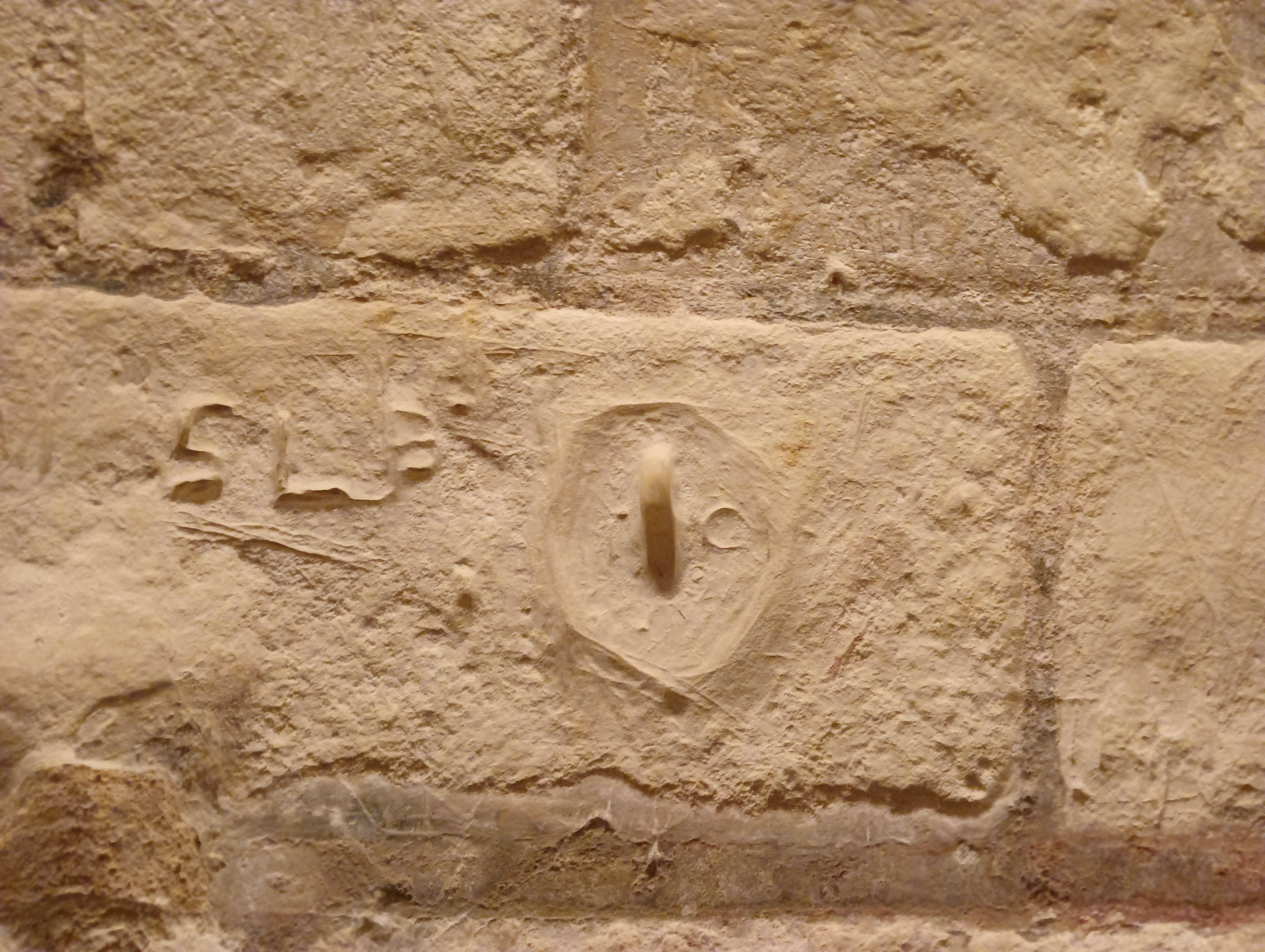
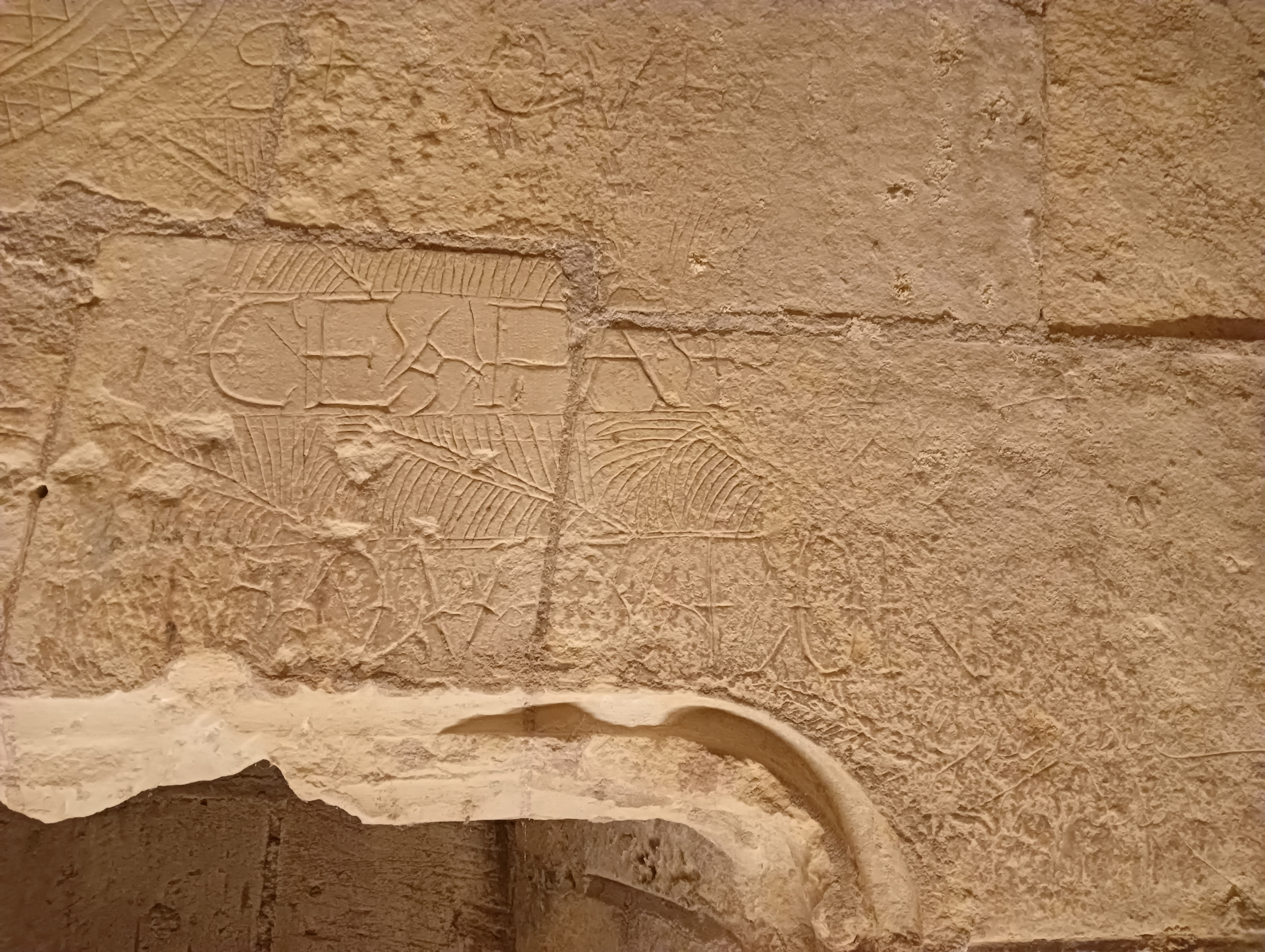
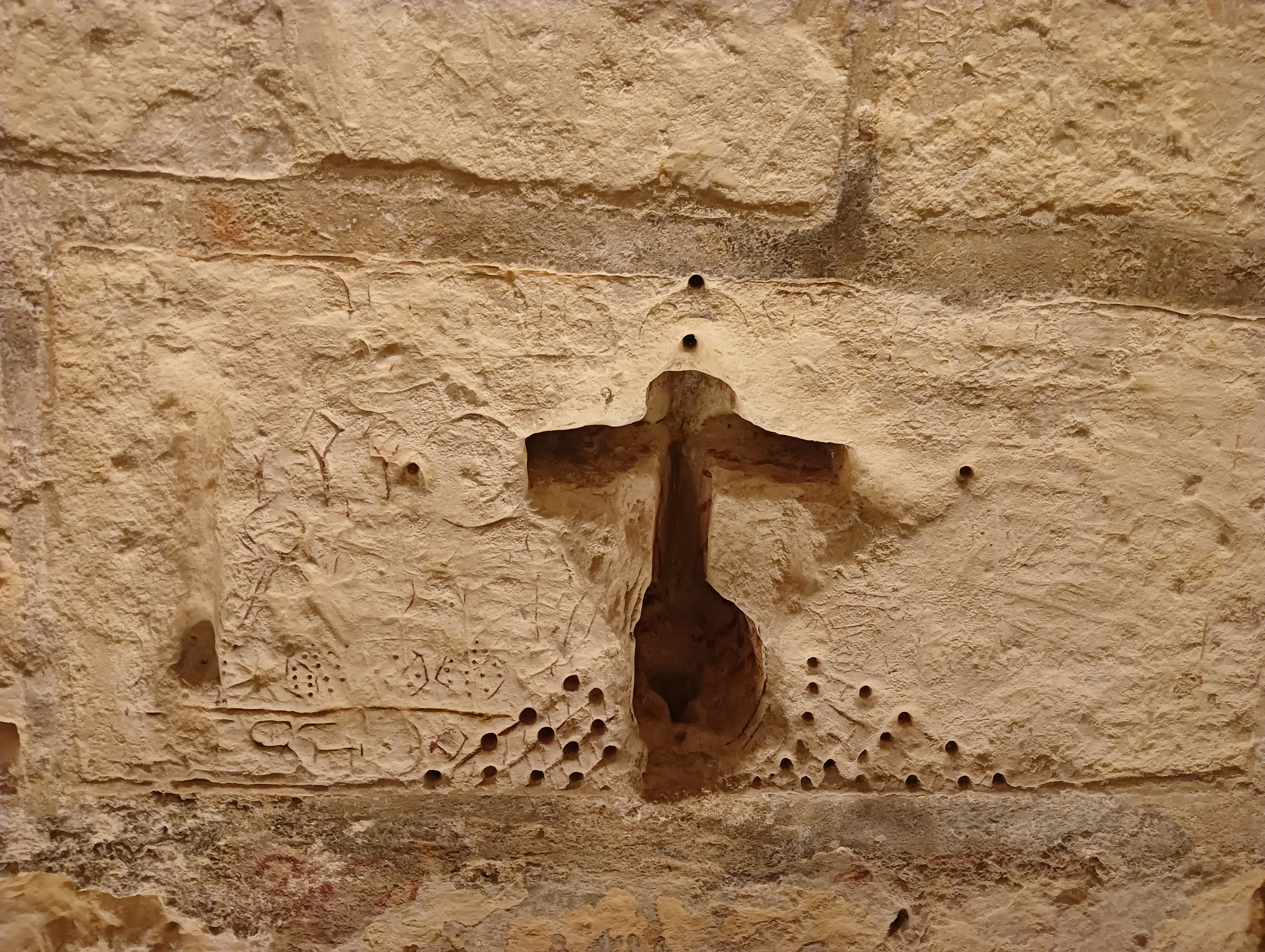